# Штуковина (оповідання)
«Штуковина» (англ. Contraption) — науково-фантастичне оповідання Кліффорда Сімака, вперше опубліковане журналом «Star Science Fiction Stories» в лютому 1953 року.

## Сюжет
Сироту Джонні взяла з дитячого будинку з корисною метою фермерська пара «тітка Ем» та «дядько Ейб».
Джонні пас їхніх корів і працював на городі. Вони поводились з ним сухо і жорстоко та часто лупцювали його.
Одного разу, пасучи корів, він знайшов в кущах літаючу тарілку.
Від неї випромінювалась доброзичливість і її екіпаж почав розпитувати його.
Хоча їм потрібні були загальні знання про Землю, малий Джонні зміг розповісти тільки про своє життя.
Коли вони нарешті зрозуміли, що Джонні є дитиною, та ніколи не знав турботи і дружби, то зізнались, що їхній корабель зазнав аварії і вони скоро загинуть.
В знак дружби вони запропонували обмінятися подарунками.
Джоні зміг запропонувати їм єдину річ якою володів — поламаний складаний ніж, а натомість отримав дорогоцінний камінь.
Прийшовши додому з запізненням, він був зловлений своїми прийомними батьками і готувався понести покарання, коли вони замітили в нього камінець.
Погляд на нього змінив їх, вони одразу почали вести себе люб'язно. Джонні відчув, що тепер його дім випромінює такуж доброзичливість як було з літаючою тарілкою.